# Acrobatie

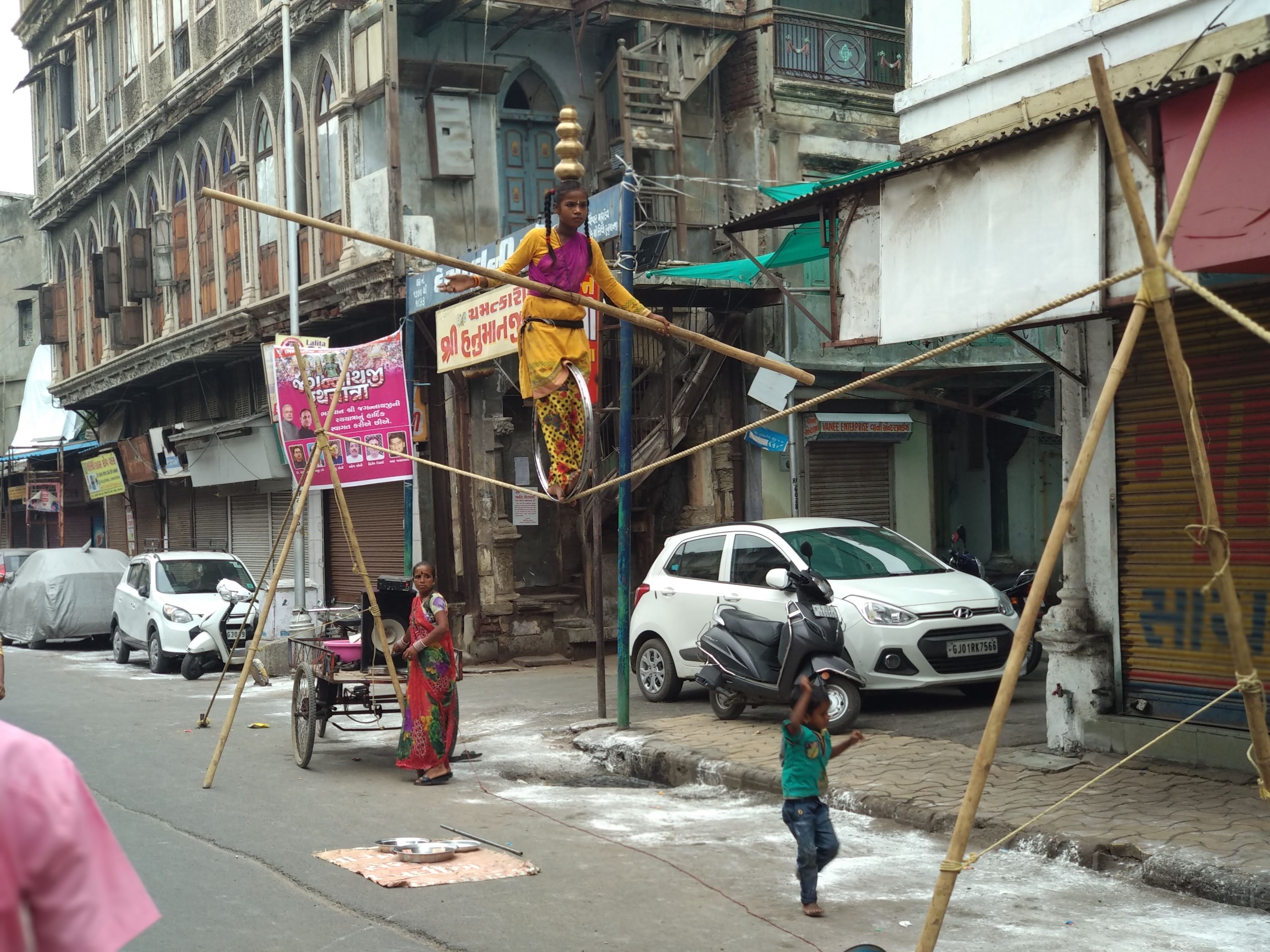
Jeune acrobate de rue à Ahmedabad, Inde.

Une acrobatie  (du grec ancien ἀκρόϐατος / akróbatos, « qui marche sur la pointe des pieds », composé de ἄκρος / ákros, « au plus haut, à l'extrémité », et βαίνω / baínō, « marcher »), est un mouvement spectaculaire et difficile à réaliser, qui peut demander de la force, de l'équilibre, de l'agilité ou de la souplesse.
Elles sont exécutées lors de spectacles (acrobates de cirque, clowns ou arts de rue) ou dans le sport (gymnastique particulièrement) ou certaines danses. À la différence des gymnastes qui utilisent un praticable pour effectuer leurs acrobaties, les acrobates les exécutent sur tous types de sols (herbe, béton, trampoline, etc.) ou dans les airs.
L'acrobatie fait référence à un ou plusieurs mouvements acrobatiques : jeux dynamiques d'équilibre physique ou d'agilité effectués avec le corps (exemple : salto).
On utilise aussi le mot acrobatie pour désigner la voltige aérienne.

## Conventions
(janvier 2013).
La première Convention internationale d’acrobatie a eu lieu en 2008 sur l'île de Korčula en Croatie. Les deuxième et troisième à se sont déroulées Bordeaux en 2009 et 2010 (sur huit jours avec environ 150 participants). La quatrième a eu lieu en Suède en 2011. Il y a d'autres festivals partout en Europe. La cinquième convention internationale d'acrobatie s'est déroulée à nouveau sur les bords du lac à Sainte-Eulalie-en-Born. La convention internationale d'acrobatie se tenait à côté de Belfort (Bavilliers) du 1er au 3 mai 2015.

## Acrobatie dans la culture
L'acrobatie est un thème qui a inspiré des artistes et autres créateurs de différentes cultures.
Les acrobates comiques ont profondément marqué l’histoire du cirque et du music-hall. Cascadeurs, antipodistes, spectacles de main à main sont des variantes auxquelles l'acrobatie classique a permis de voir le jour.

## Galerie

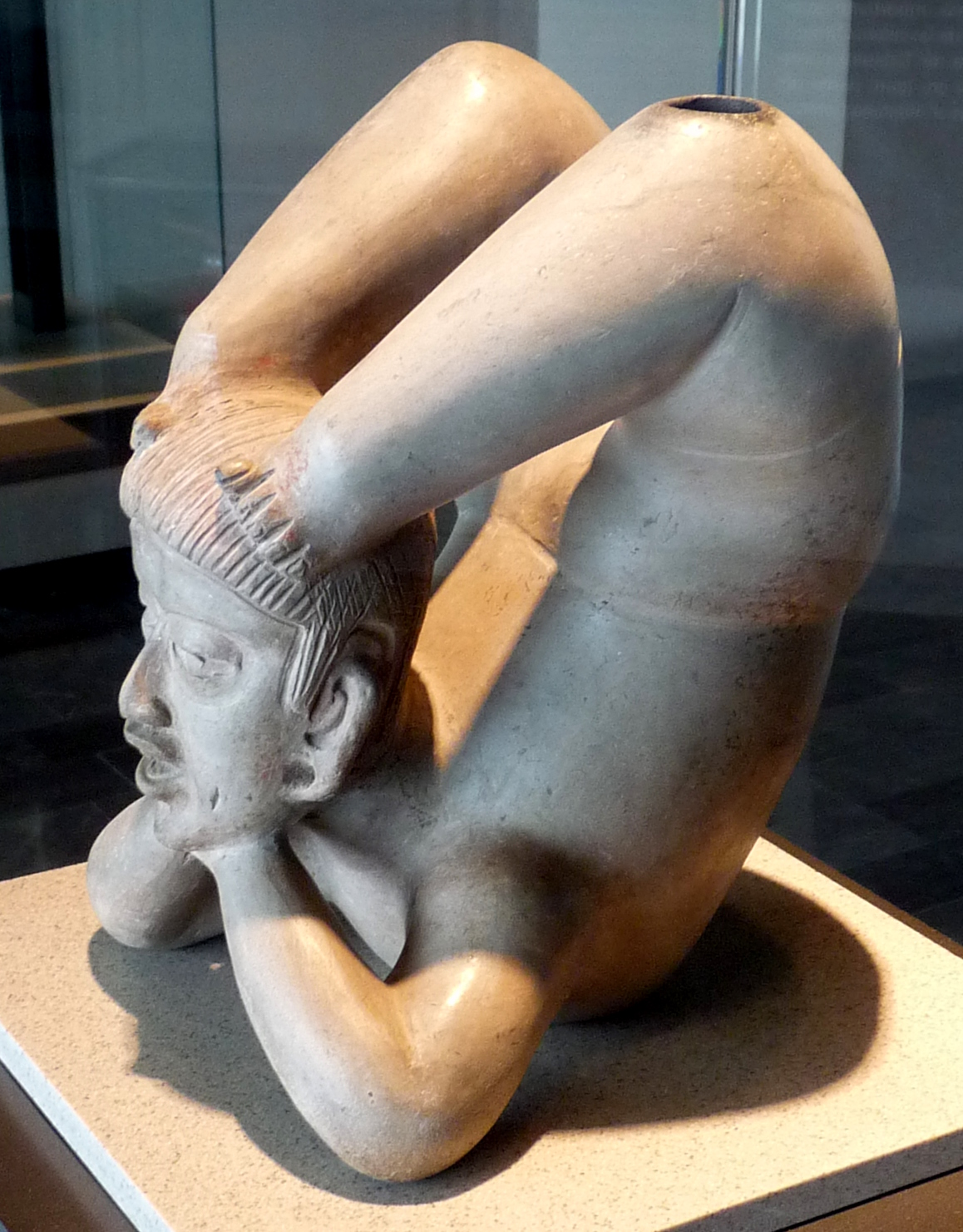
L’Acrobate, céramique de Tlatilco, datée de 1200 – 900 av. J.-C. Le genou gauche présente un orifice pour introduire et verser le liquide.
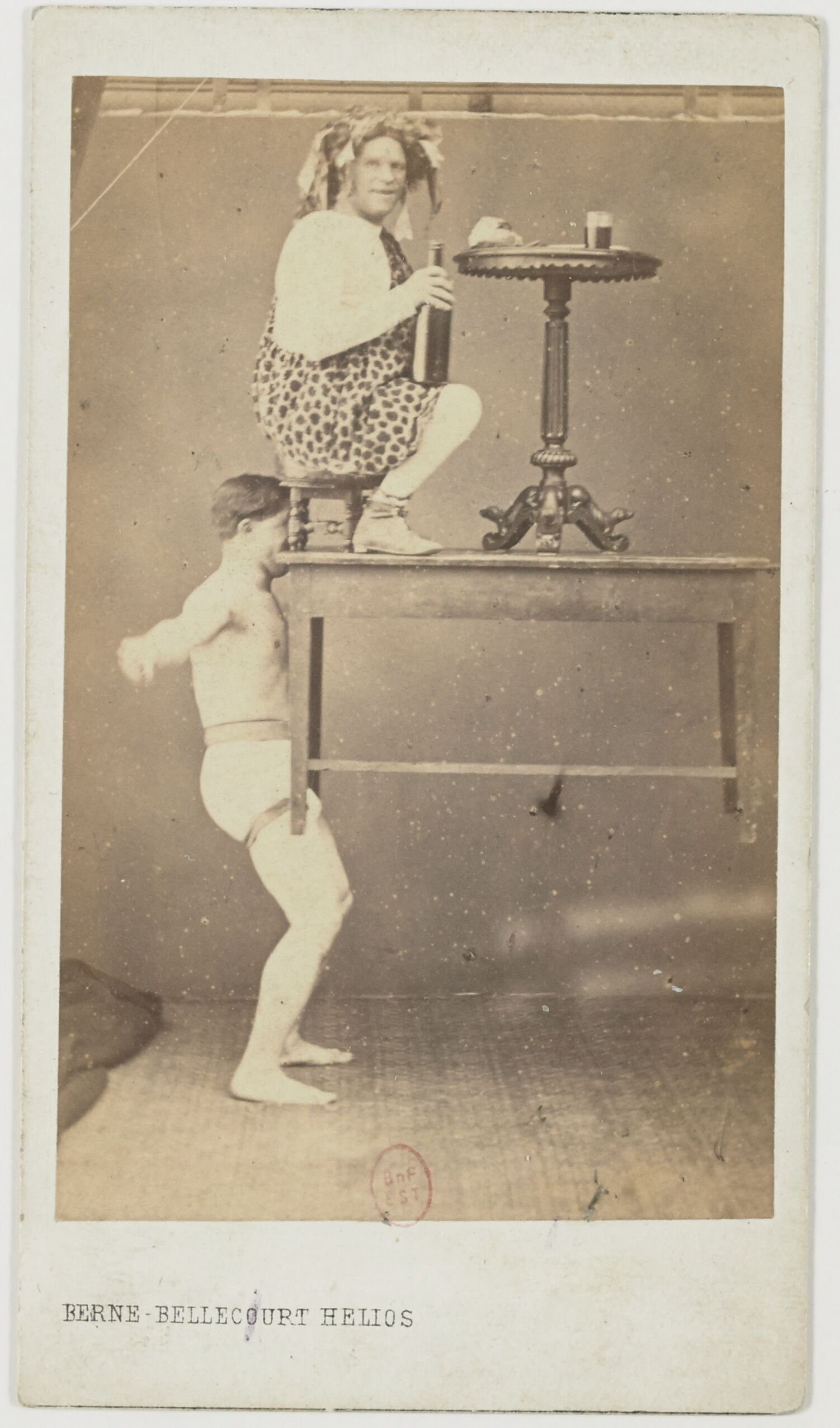
Artistes de cirque (avant 1870), photographie de Berne-Bellecour et Berthaud (fonds BNF).
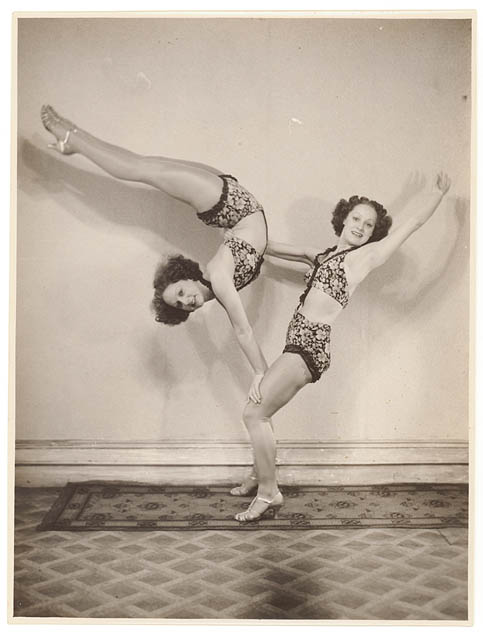
Deux sœurs jumelles acrobates (1936).
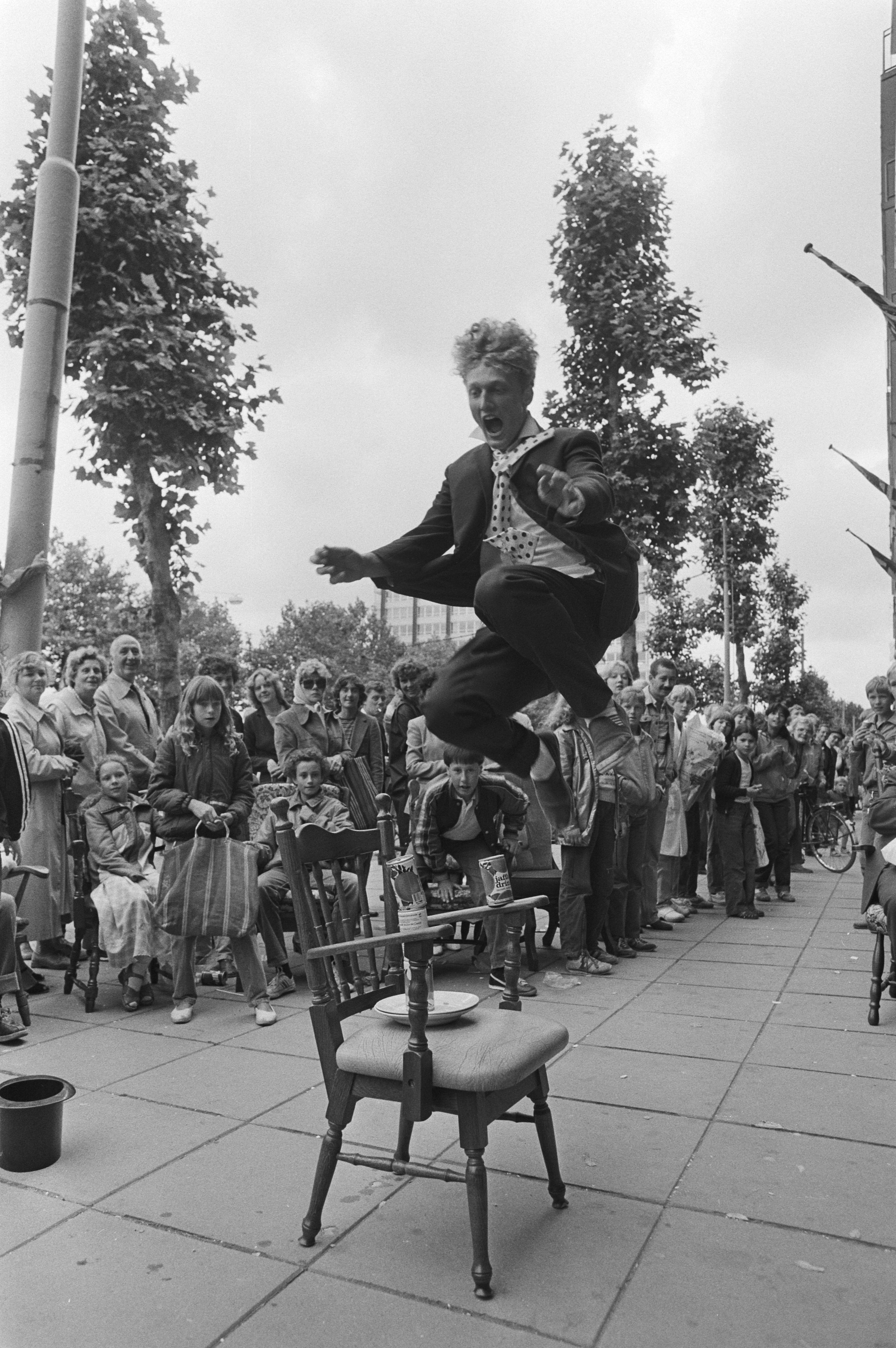
Acrobate dans les rues d'Amsterdam en 1981. Photographie de Marcel Antonise.
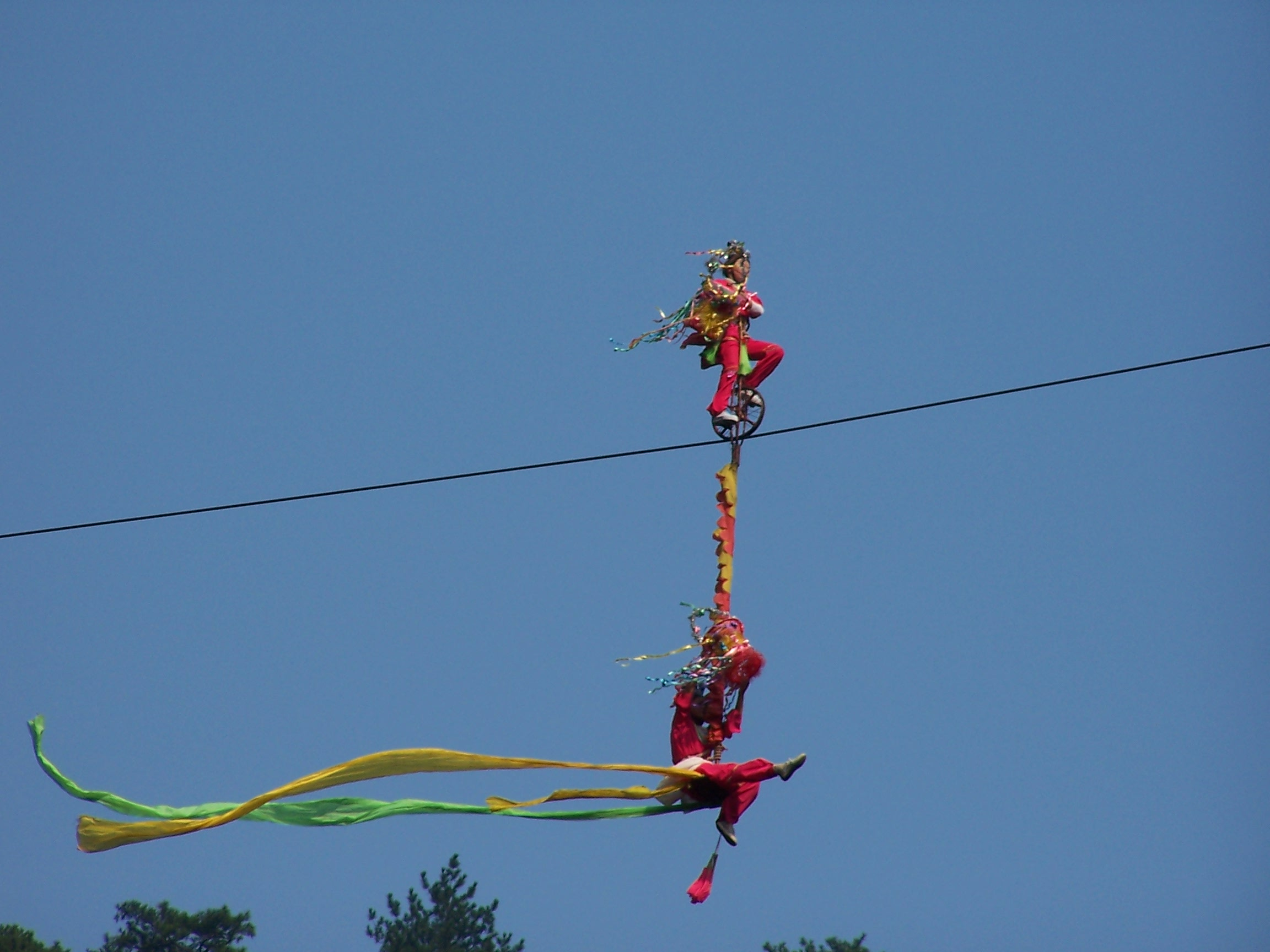
Numéro de funambulisme (acrobates de corde verticale) sans filet.
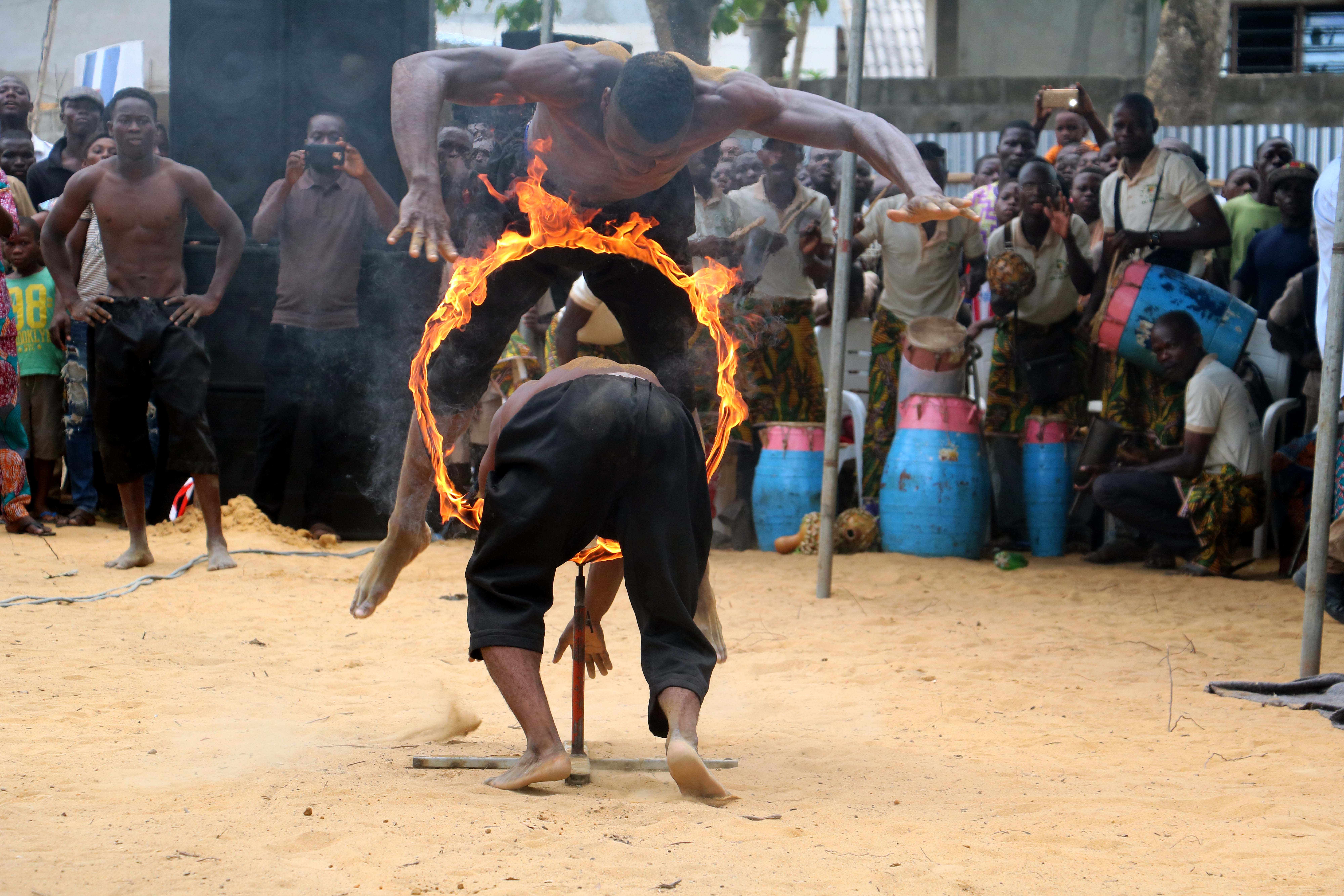
Acrobates au Bénin (2015).